# Оллепа (остановочный пункт)
О́ллепа (эст. Ollepa raudteepeatus) — остановочный пункт в деревне Оллепа Тюриской волости на линии Таллин — Вильянди. Находится на расстоянии 115 км от Балтийского вокзала.
На остановке Оллепа расположен низкий перрон и один путь. На остановке останавливаются пассажирские поезда, курсирующие между Таллином и Вильянди. Из Таллина в Оллепа поезд идёт 1 час и 45—53 минуты.